# Matt Urban
Matt Louis Urban (25 de agosto de 1919-4 de marzo de 1995) fue un teniente coronel del ejército de los Estados Unidos y uno de los soldados estadounidenses más condecorados de la Segunda Guerra Mundial. Urban actuó valientemente en combate en muchas ocasiones a pesar de haber sido herido en acción varias veces. Recibió más de una docena de condecoraciones personales por combate del Ejército de Estados Unidos, incluidos siete Corazones Púrpura. En 1980, recibió la Medalla de Honor y otras tres condecoraciones estadounidenses y una extranjera por sus acciones en Francia y Bélgica en 1944.

## Primeros años
Matt Urban nació como Matthew Louis Urbanowicz en Búfalo, Nueva York. Su padre, Stanley, era un inmigrante polaco y contratista de fontanería. Su madre, Helen, nació en Depew, Nueva York. Urban fue bautizado en la iglesia Corpus Christi y vivió en el 1153 de Broadway mientras crecía. Asistió a la East High School de Buffalo y se graduó en 1937. Tenía tres hermanos: El doctor Stanley (Urbanowicz) Urban, Arthur (Urbanowicz) Urban y Eugene, que murió en 1927 de apendicitis.
En el otoño de 1937, Urban se matriculó en la Universidad de Cornell en Ithaca, Nueva York. Se licenció en historia y gobierno, con una especialización en ocio comunitario. Se graduó el 14 de junio de 1941 con una licenciatura en Artes; durante su último año, utilizó el nombre de Matty L. Urbanowitz. Durante su estancia en la Universidad de Cornell, fue miembro del Cuerpo de Entrenamiento de Oficiales de la Reserva (ROTC), de los equipos de atletismo y boxeo, y de la fraternidad Kappa Delta Rho.

## Servicio militar
Los registros de servicio del Ejército de EE. UU. para Urban utilizan tanto "Matt Urban" como "Matty Louis (L.) Urbanowitz". El nombre "Matt Louis Urban" estaba grabado en el frente de su lápida blanca original del Cementerio Nacional de Arlington. Su monumento actual y privado en el Cementerio Nacional de Arlington utiliza el nombre "Matt L. Urban".
Urban fue nombrado teniente segundo de infantería del Ejército de los Estados Unidos el 22 de mayo de 1941 y entró en el servicio activo el 2 de julio de 1941 en Fort Bragg, Carolina del Norte. Su primer destino fue como jefe de pelotón de la Compañía D, 2.º Batallón, 60.º Regimiento de Infantería, 9.ª División de Infantería. Durante su estancia en Fort Bragg, fundó el boletín informativo del 60.º de Infantería.

### Segunda Guerra Mundial
Urban sirvió como teniente primero y capitán en seis campañas durante la Segunda Guerra Mundial, y fue herido de gravedad por séptima vez mientras cargaba contra una posición de ametralladora enemiga el 3 de septiembre de 1944, en Bélgica. Fue ascendido a teniente primero el 1 de febrero de 1942, a capitán el 30 de abril de 1943, a mayor el 2 de octubre de 1944 y a teniente coronel el 2 de octubre de 1945. Fue retirado médicamente del Ejército de los Estados Unidos el 26 de febrero de 1946.
Desde Fort Bragg, Urban sirvió como jefe de pelotón. Durante la guerra fue oficial de moral/servicios especiales, jefe de pelotón, oficial ejecutivo de compañía y comandante de compañía, y oficial ejecutivo de batallón y comandante de batallón del 60.º Regimiento de Infantería, 9.ª División de Infantería ("Old Reliables").
Norte de África
Urban entró en combate por primera vez cuando realizó el desembarco en la playa bajo fuego con otro soldado en una balsa el 8 de noviembre de 1942, el primer día de la Operación Torch, de la Campaña del Norte de África. Junto con un Corazón Púrpura, una de las primeras medallas que recibió durante la guerra fue una Estrella de Plata.
Mientras servía con el Segundo Batallón, 60.º de Infantería, fue herido en acción siete veces. Un miembro de su unidad, el sargento Earl G. Evans, escribió que "el comandante, que entonces era sólo un teniente, fue herido en Maknassy, Túnez, y se negó a ser evacuado. Tras esta negativa, eliminó una patrulla de combate. En otra ocasión, en Túnez, nuestro batallón logró detener un contraataque alemán, y fue gracias a los esfuerzos del mayor que lo logramos. Cuando nuestro grupo estaba retrocediendo, el mayor se mantuvo firme y agarró al alemán más cercano. Lo mató con un cuchillo de trinchera, cogió la ametralladora del alemán y disparó al enemigo que se acercaba". Durante el contraataque alemán, Urban fue herido por la metralla de una granada.
Sicilia
El 60.º de Infantería desembarcó de África el 28 de julio de 1943, en el USS Orizaba, y llegó a Palermo, Sicilia, el 31 de julio, después de la invasión de Sicilia por una fuerza de desembarco anfibia estadounidense el 9 de julio y la invasión aliada de Italia el 10 de julio. Los aviones alemanes asaltaron el puerto y el Orizaba también fue atacado por aviones alemanes en la madrugada del 1 de agosto, antes de que la unidad de Urban desembarcara del barco ese día. Urban, que estaba en la cubierta en ese momento, sustituyó al observador de la tripulación de artillería antiaérea que fue ametrallado por un bombardero en picado Stuka alemán. Utilizando los prismáticos del observador malherido, Urban divisó el avión que regresaba y la tripulación del cañón pudo derribarlo.
Tras la invasión de Sicilia, los alemanes se atrincheraron en una fortaleza montañosa fortificada donde la 1.ª División de Infantería quedó empantanada por la dificultad del terreno. La 60.ª Infantería y el 4.º Tabor de Goumiers recibieron la misión de cruzar las montañas del centro de Sicilia sin ser detectados para flanquear a los alemanes. La compañía y el batallón de Urban lograron encabezar 4.000 hombres con mulas de carga en fila india durante la noche, lo que pilló a los alemanes desprevenidos y les hizo retroceder desde Troina hasta la siguiente línea de defensa en Randazzo.
Una batalla habría costado cientos de vidas estadounidenses. Sicilia fue liberada el 20 de agosto. El 5 de septiembre, Urban recibió una Estrella de Plata en Sicilia, antes de que la 9.ª División de Infantería fuera enviada de vuelta a Inglaterra el 8 de noviembre para descansar y reequiparse y entrenar para la Invasión de Normandía.
Francia
Urban y el 2.º Batallón del 60.º de Infantería desembarcaron en Utah Beach el 11 de junio de 1944. El 14 de junio, la compañía de Urban atacó posiciones alemanas cerca de Renouf, Francia. Mientras la compañía F era atacada por un intenso fuego de armas ligeras y tanques enemigos, Urban recogió un bazooka después de que el artillero del bazooka fuera abatido, y convenció al portador de munición del artillero para que le acompañara a través de los setos hasta un punto cercano a los tanques que se aproximaban. Exponiéndose al enemigo, derribó dos tanques alemanes, y la compañía avanzó y derrotó al enemigo. Más tarde, ese mismo día, mientras avanzaba cerca de Orglandes, Urban fue alcanzado en la pierna izquierda por la metralla del fuego directo de un tanque alemán que lo divisó y apuntó hacia él antes de que pudiera disparar el bazooka. Urban se negó a ser evacuado después de que un médico le atendiera, y siguió dirigiendo a su compañía de posición en posición mientras era llevado por sus hombres sentado en una camilla.
Al día siguiente, fue herido en el antebrazo derecho y atendido en el campo por el médico del 2.º Batallón, que lo hizo evacuar a una tienda quirúrgica del hospital de campaña donde Urban fue operado en la pantorrilla izquierda por dos médicos que utilizaban linternas para alumbrarse. A continuación, Urban fue enviado a Reino Unido para recibir más tratamiento en un transporte de tropas. Mientras Urban se recuperaba en un hospital de Inglaterra en julio de 1944, se enteró por las bajas de su batallón de que habían sufrido graves pérdidas en los setos de Francia y que les faltaban oficiales de combate con experiencia. Para poder volver con sus hombres en lugar de ser enviado de vuelta a los Estados Unidos debido a su lesión en la pierna, se encargó de entrenar a cuarenta soldados cerca del hospital que pronto serían enviados a Normandía. Partió con ellos en un transporte de tropas.
El 25 de julio, tras llegar y dejar a los soldados para el servicio de combate en Normandía por la mañana, comenzó a hacer autostop desde Utah Beach hasta su compañía y batallón cerca de Saint-Lô, Francia, cuando estaba a punto de comenzar la fuga de Normandía (25-31 de julio de 1944), con la 9.ª División a la cabeza. Urban, cojeando y usando un palo que hizo como bastón, llegó al 2.º Batallón para encontrar que la unidad estaba controlada por una fuerte oposición enemiga después de comenzar su ataque. Las ametralladoras alemanas y un cañón antitanque los tenían inmovilizados. Entonces consiguió que los hombres volvieran a moverse para que no murieran en sus trincheras y zanjas.
Ayudó a un soldado a sacar a un conductor de tanque Sherman herido e inmovilizado de su tanque en llamas antes de que explotara. Localizó otro tanque de apoyo americano que todavía estaba operativo, pero su cañón no era manejable y su artillero de torreta había sido herido. El tanque estaba parado debido al fuego cruzado de una ametralladora alemana y un cañón antitanque posicionado en la cima de una colina que había destruido otro tanque.
Un teniente del pelotón de tanques le dijo a Urban que el conductor seguía dentro del tanque. El teniente y luego un sargento del pelotón de tanques fueron ametrallados y murieron mientras intentaban llegar a la torreta del tanque y a su ametralladora de calibre 50. Urban se arrastró a lo largo del tanque y pudo llegar a la torreta del tanque y tripularla bajo el fuego. Ordenó al conductor del tanque que avanzara en marcha rápida, y mientras el tanque salía, disparó contra el emplazamiento de la ametralladora alemana. El cañón antitanque también empezó a disparar contra Urban, pero no pudo darle ni inutilizar su tanque. El 2.º Batallón se unió a Urban y avanzó hacia el valle en un asalto unificado.
Urban destruyó más posiciones de ametralladoras y el 2.º Batallón invadió las líneas alemanas con una lucha cuerpo a cuerpo y a bayoneta que provocó la rendición de muchos soldados alemanes. El comandante del 2.º Batallón, Max L. Wolf, presenció la acción desde su puesto de mando en otra colina con sus prismáticos y recomendó a Urban para la Medalla de Honor por encabezar el avance del 2.º Batallón en Saint-Lô y salvar muchas vidas. Urban fue nombrado entonces oficial ejecutivo del batallón.
El sargento Evans, que fue asignado al puesto de mando del 2.º Batallón el 25 de julio de 1944, redactó la recomendación de Urban para Wolf. El 5 de julio de 1945, Evans escribió al Pentágono sobre las acciones de Urban después de que Evans fuera liberado de un campo de prisioneros de guerra alemán, diciendo en parte: "Urban avanzó, y maldito sea si el Ejército de los Estados Unidos no avanzó también. Se acercó al tanque y, en medio de un intenso tiroteo, subió a bordo y manejó la ametralladora. El conductor se animó con Urban a bordo. El tanque rugió hacia delante y Urban destrozó la ladera con ese cañón. Los hombres, una vez más con "Urban-itis", subieron la colina y alcanzaron el objetivo".
El 2 de agosto, Urban fue herido en el pecho por un fragmento de proyectil que no alcanzó su corazón por poco. De nuevo se negó a ser evacuado a un hospital. El 6 de agosto, Wolf murió en acción cerca de Cherburgo, Francia, y Urban, de solo 24 años, asumió el mando del batallón. Urban fue herido de nuevo por metralla el 15 de agosto, pero permaneció con su unidad. El 60.º de Infantería recibió la Croix de Guerre francesa con palma por el periodo del 11 al 18 de junio de 1944.
Bélgica
El 2 de septiembre de 1944, el 2.º Batallón fue asignado a un regimiento de otra división de infantería. Después de que Urban y su batallón se atrincheraran a una milla de Philippeville, Bélgica, Urban se reunió con el oficial al mando de la división, un general de brigada, que ordenó a Urban y a su 2.º Batallón atacar Philippeville a la mañana siguiente.
Urban y otros dos exploraron el pueblo y encontraron al menos una fuerza alemana del tamaño de un regimiento que estaba bien defendida con ametralladoras, tanques y cañones antiaéreos apuntando a la única carretera que llevaba al pueblo. El 3 de septiembre, Urban y su batallón atacaron Philippeville después de obtener la cobertura de artillería que solicitó al general. Mientras cargaba contra un emplazamiento de ametralladoras del enemigo con dos granadas, recibió un disparo en el cuello que le inutilizó permanentemente la laringe.
Uno de los hombres de Urban llegó hasta él e inmediatamente le taponó y vendó las dos heridas del cuello. Llegó otro soldado y ambos arrastraron a Urban cien metros hasta una zanja fangosa mientras estaba bajo el fuego de otra ametralladora alemana mientras se libraba la batalla. Llegaron el médico y el capellán del 2.º Batallón. El médico le administró plasma a Urban y le practicó una traqueotomía. El capellán le dio la extremaunción a Urban después de que el médico le indicara que no viviría. El 4 de septiembre, Urban fue llevado fuera del campo de batalla a una tienda de campaña del hospital de campaña.
Urban pasó unas semanas en un hospital de campaña en Francia antes de ser enviado de vuelta a Inglaterra para una mayor recuperación. El 2 de octubre de 1944 fue ascendido a mayor. La 9.ª División de Infantería fue galardonada con la Mención de la Unidad Belga por sus meritorios servicios durante el periodo del 3 al 13 de septiembre de 1944.
Alemania
Aunque consiguió un pase para ir a Escocia en diciembre, regresó en su lugar al 2.º Batallón, 60.º de Infantería, que estaba en el campamento de Elsenborn, Alemania. Urban fue recibido por sus hombres, que pensaron que había muerto en combate. Aunque Urban no podía hablar, solicitó por escrito una asignación de combate. El comandante del 60.º Regimiento de Infantería de Elsenborn denegó su solicitud por motivos médicos. Se le permitió permanecer con el 2.º Batallón hasta que el batallón se retiró de Elsenborn, y regresó a Reino Unido.
A partir de octubre de 1945, fue redactor y posteriormente editor del boletín Veterans' View de la revista Liberty hasta octubre de 1947; fue retirado médicamente del Ejército de los Estados Unidos en febrero de 1946. Durante este tiempo fue ascendido a teniente coronel y cambió su nombre legal de Matty Urbanowitz a Matt Urban.

## Años posteriores
En 1949, se convirtió en el director de Recreación en Port Huron, Michigan. A partir de 1956, asumió el cargo de Director del Centro Comunitario de Monroe, Michigan, hasta 1972. Después de dejar el trabajo, continuó sirviendo al centro comunitario como entrenador de los programas de baloncesto, béisbol y fútbol. En Monroe, también entrenó a varios jóvenes que se convirtieron en campeones nacionales de Guantes de Oro. Fue nombrado presidente del Comité Olímpico de Boxeo de Michigan. Más tarde, como parte del Comité Olímpico de Chicago, fue uno de los tres entrenadores que acompañaron a Muhammad Ali, entonces todavía conocido como Cassius Clay, a las pruebas olímpicas de San Francisco.
Después de Monroe, fue director del Departamento de Ocio de Holland, Michigan, de 1972 a 1989. Organizó un campamento para niños desfavorecidos y se convirtió en su Director de Campamento, sirvió como director del Club de Niños y fue jefe de los Cub Scouts. También participó en otras actividades y organizaciones como la Cruz Roja, la Asociación de Softbol Amateur y los Boy Scouts, como presidente, miembro de la junta directiva y del comité. Fue incluido en el Salón de Honor del Softball Hall of Fame.
En 1989, Urban se retiró y autopublicó una autobiografía, The Matt Urban Story, Life And World War II Experiences. En 1990, el libro se retituló como The Hero-We Nearly Forgot, The Matt Urban Story.

### Medalla de honor
A principios de 1979, un representante del servicio regional de los Veteranos Estadounidenses Discapacitados (DAV) de Michigan, que había llegado a conocer personalmente a Urban durante un largo período de tiempo, envió una consulta oficial sobre la recomendación de la Medalla de Honor al Cuartel General del Ejército de los Estados Unidos. La recomendación de la Medalla de Honor extraviada para Urban fue encontrada y reveló que el Mayor Max L. Wolf, comandante del batallón de Urban en Francia, había iniciado una recomendación de la Medalla de Honor para Urban que fue enviada por el Sargento de Personal Earl Evans justo antes de que Wolf muriera en acción en Francia el 6 de agosto de 1944. El Ejército de los Estados Unidos completó entonces el proceso de recomendación necesario para conceder a Urban la Medalla de Honor. En 1980, por indicación del Presidente, el Departamento del Ejército concedió a Matt Urban la Medalla de Honor, en nombre del Congreso.
El 10 de julio de 1980, la Casa Blanca notificó a Urban que había recibido la Medalla de Honor, y al día siguiente se le notificó que la ceremonia de entrega de la Medalla de Honor sería el 19 de julio. El 18 de julio, Urban recibió la Legión del Mérito, la Medalla de la Estrella de Bronce con la "V" (segunda hoja de roble) y su séptimo Corazón Púrpura (sexta hoja de roble), de manos del Jefe del Estado Mayor del Ejército, Edward C. Meyer, durante una ceremonia en el Pentágono. En una ceremonia en la Embajada de Francia, también recibió la Croix de guerre con Estrella de Bronce de manos de Francois Lefebvre de Labouaye, embajador de Francia en Estados Unidos. La mención de la medalla, que no se concedió personalmente a Urban antes de esta ocasión, fue firmada por el general Charles de Gaulle en junio de 1944. El 19 de julio, el presidente Jimmy Carter entregó a Urban la Medalla de Honor ante varios cientos de invitados, entre los que se encontraban compañeros veteranos de la 9.ª División de Infantería que habían servido con Urban en combate.

### Fallecimiento
Urban murió el 4 de marzo de 1995 en Holland, Míchigan, a la edad de 75 años. La causa de su muerte fue un colapso pulmonar, al parecer debido a sus heridas de guerra. Está enterrado en el Cementerio Nacional de Arlington (Virginia).